# متسلسلة (بكتيريا)
المتسلسلة أو جْنس الفطُور العْقِديَّة (باللاتينية: Streptomyces) هي من أكبر أجناس فصيلة المتسلسلات، وهي الجنس النموذجي لهذه الفصيلة. وصف أكثر من 500 نوع ضمن هذا الجنس. كما هي الحال مع الأكتينوبكتيريا الأخرى، المتسلسلة إيجابية الغرام وتتصف جينوماتها بمحتوى عالٍ من السيتوزين والغوانين. أغلب المتسلسلات تشكل الأبواغ وتعيش بالدرجة الأولى في التربة والمواد النباتية المتفسخة، وتتميز برائحة ترابية ناتجة عن أحد مستقلباتها، الجيوسمين.
تتصف المتسلسلة باستقلاب ثانوي معقد، وتنتج أنواعها أكثر من ثلثي المضادات الحيوية المفيدة سريرياً من منشأ طبيعي مثل النيوميسين والكلورامفينيكول. اسم المضاد الحيوي ستربتوميسين مشتق من الاسم العلمي للمتسلسلة. نادراً ما تكون المتسلسلة ممرضة، لكنها يمكن أن تسبب الورم الفطري عند البشر (مثل المتسلسلة الصومالية والمتسلسلة السودانية، كما أن بعض أنواعها تسبب أمراض النباتات.